# کلاستبول استات
کلاستبول استات، یا مگاگریزویت (به انگلیسی: Clostebol acetate) یک استروئید آنابولیک است. این ترکیب در اشکال دارویی آمپولهای ۲۰ و ۵۰ میلی‌گرمی، فراورده‌های پوستی و چشمی و قرص تهیه می‌شود.